# Principios básicos de astronomía
Principios básicos de astronomía es un álbum recopilatorio del grupo granadino Los Planetas, disponible en CD y en un pack que incluye CD, DVD y un cómic 48 páginas en color en el que 22 canciones de la banda son interpretadas por el dibujante e ilustrador Juanjo Sáez.
Este disco, que parte de la idea no llevada a cabo de publicar un "grandes éxitos" para el mercado hispanoamericano, supone el debut de la banda en octubre, subsello de la discográfica Sony BMG.
La publicación se situó como el séptimo disco más vendido en España en la semana de su lanzamiento para bajar a los puestos noveno, décimo tercero, vigésimo quinto, trigésimo tercero, trigésimo octavo, cuadragésimo quinto, quincuagésimo sexto, septuagésimo primero, septuagésimo séptimo y nonagésimo quinto las semanas siguientes.
El CD incluye 18 de esos temas y uno inédito, Soy un pobre granaino (colombiana), adaptación de una colombiana (posteriormente será incluida en el álbum del grupo Una ópera egipcia), mientras que el DVD ofrece todos los videoclips de la banda.

## Contenido del CD
1. De viaje 4:14
2. Rey sombra 4:22
3. Jose y yo 3:31
4. David y Claudia  2:03
5. Himno generacional #83 2:10
6. Segundo premio 5:31
7. Santos que yo te pinte 4:38
8. Un buen día 3:49
9. San Juan de la Cruz 5:42
10. Corrientes circulares en el tiempo 4:38
11. Pesadilla en el parque de atracciones 2:22
12. Nunca me entero de nada 3:35
13. Devuélveme la pasta 5:14
14. Canción del fin del mundo 3:46
15. Deberes y privilegios 2:51
16. Alegrías del incendio 3:50
17. Reunión en la cumbre 3:11
18. Ya no me asomo a la reja 6:36
19. Soy un pobre granaíno (colombiana) 3:45

Temas disponibles originalmente en los álbumes Super 8) (1 y 2), Pop) (3, 4 y 5), Una semana en el motor de un autobús (6), Unidad de desplazamiento (7 y 8), Encuentros con entidades (9, 10 y 11), Los Planetas contra la ley de la gravedad (12, 13, 14 y 15), La leyenda del espacio (16, 17 y 18). El tema 19 era previamente inédito. 
Música: J, excepto 1, 2, 4, 5 (J y Florent), 3 (J y Paco Rodríguez), 9 y 18 (Los Planetas), 13 (Florent), 16 (Florent y popular) y 19 (popular). 
Letra: J, excepto 7 (J y Antonio Arias), 10 (J y Manuel C. Ferrón), 16 (Antonio Fernández y J), 18 (Enrique Morente y popular) y 19 (popular).

## Contenido del DVD
1. Qué puedo hacer
2. Nuevas sensaciones
3. Himno generacional #83
4. David y Claudia
5. La playa
6. Prueba esto
7. Un buen día
8. Santos que yo te pinte
9. San Juan de la Cruz
10. Corrientes circulares en el tiempo
11. El artista madridista
12. Mis problemas con la justicia
13. Mil millones de veces
14. Temporalmente
15. Pesadilla en el parque de atracciones
16. Dulces sueños
17. El espíritu de la Navidad
18. Nosotros somos los zíngaros
19. No ardieras
20. Y además es imposible
21. Alegrías del incendio
22. Reunión en la cumbre

Temas publicados originalmente en los álbumes Super 8 (1), Pop (3 y 4), Una semana en el motor de un autobús (5), Unidad de desplazamiento (7 y 8), Encuentros con entidades (9 a 18), Los Planetas contra la ley de la gravedad (19 y 20), La leyenda del espacio (21 y 22), en el ep Nuevas sensaciones (2) y en el ep ¡Dios existe! El rollo mesiánico de Los Planetas (6).
Los clips 1, del 3 al 7 y del 9 al 18 están también disponibles en Encuentro con entidades DVD (en este los videos del 9 al 18 se ofrecen con sonido 5.1, aparte de la mezcla en estéreo que es de la que dispone el DVD de Principios básicos de Astronomía).
Música: J, excepto 1, 2, 3, 4, 11 (J y Florent), 6 (Los Planetas), 9 (J y Banin) y 21 (Florent  y popular).
Letra: J, excepto 5 y 10 (J y Manuel C. Ferrón), 8 (J y José Antonio Arias), 17 (J y Jesús Izquierdo) y 21 (Antonio Fernández y J).
Videos dirigidos por Jorge Ortiz de Landázuri, Pite Piñas, David López y Amparo Utrilla para Video Inferno (1), Jess Franco (3), Rafael Goicochea para Descarte Films (4), Alejandro Lázaro para Complot Cine (5), José García Hernández para Complot Cine (6), Marc Lozano y Rubén Latre para Les Nouveaux Auteurs (7 y 8), Luis Cerveró para Les Nouveaux Auteurs y Common Films (9, 12, 18), Marc Lozano para Les Nouveaux Auteurs y Common Films (10, 11, 14, 15, 16), José Luis Cañadas para Les Nouveaux Auteurs y Common Films (13), Max para La Periférica Producciones (19), Luis Cerveró para Common Films y Nanouk Films (21) y Carol Otaduy y Marc Lozano para Common Films y Nanouk Films con Les Nouveaux Auteurs (22).

## Sencillos
| Orden | Título                                                     | Fecha de Edición | Discográfica                       |
| ----- | ---------------------------------------------------------- | ---------------- | ---------------------------------- |
| 1     | Soy un pobre granaíno (colombiana) (solo descarga digital) | 2009             | Octubre - Sony Music Entertainment |